# カツィナ州

カツィナ州
Katsina
Jihar Katsina,  جىهر كثينا, Leydi Katsina, 𞤤𞤫𞤴𞤣𞤭 𞤳𞤢𞥁𞤭𞤲𞤢州の愛称: もてなしの家

カツィナ州（カツィナしゅう、英語：Katsina State、ハウサ語: Jihar Katsina جىهر كثينا; フラニ語: Leydi Katsina 𞤤𞤫𞤴𞤣𞤭 𞤳𞤢𞥁𞤭𞤲𞤢）は、ナイジェリア北部の州である。
1987年にカドゥナ州から北部が分割され設置された。北部をニジェール共和国、南にカドゥナ州、西にザムファラ州、北東にジガワ州、南東にカノ州と接する。かつて知事を務めたウマル・ヤラドゥアは後に大統領になった。2005年の人口は約648.3万人。

## 産業
農業： 綿、落花生、雑穀、トウモロコシ、稲、小麦、野菜
鉱業： カオリナイト、アスベストなど

## 行政
34の地方行政区 (LGA) が置かれている。
Bakori, Batagarawa, Batsari, Baure, Bindawa, Charanchi, Dandume, Danja, Dan-Musa, Duara, Dutsi, Dutsin-Ma, Faskari, Funtua, Ingawa, Jibia, Kafur, Kaita, Kankara, Kankia, Katsina, Kurfi, Kusada, Mai'Adua, Malumfashi, Mani, Mashi, Matazu, Musawa, Rimi, Sabuwa, Safana, Sandamu, Zango

## 著名人
- ムハンマド・ブハリ(Muhammadu Buhari)(1942年～)：第15代大統領(2015年～)
- ウマル・ヤラドゥア(Umaru Musa Yar'Adua)(1951年～2010年)：第13代大統領(2007年～2010年)

座標: 北緯12度15分 東経7度30分 / 北緯12.250度 東経7.500度